# Peter Storey
Peter Edwin Storey (ur. 7 września 1945) to były angielski piłkarz występujący na pozycji obrońcy lub pomocnika. Był wychowankiem Arsenalu, w tym klubie spędził praktycznie całą swoją karierę. Po tym jak odszedł w 1977 roku z zespołu Kanonierów, przeniósł się do Fulham, lecz grał tam przez zaledwie rok, po czym zakończył karierę. Obecnie wraz z trzecią żoną mieszka we Francji i prowadzi małe gospodarstwo.